# Manuel Gustavo Bordalo Pinheiro

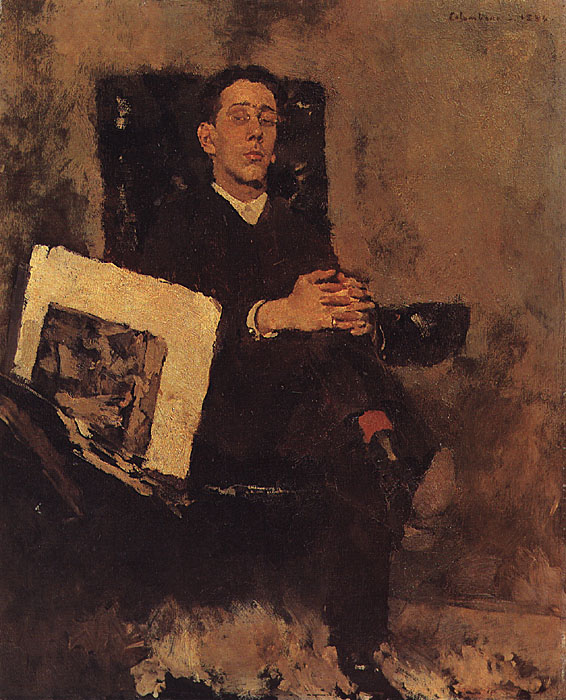
Retrato de Manuel Gustavo Bordalo Pinheiro pintado por seu tio Columbano Bordalo Pinheiro

Manuel Gustavo Bordalo Pinheiro (Lisboa, 20 de Junho de 1867 - Lisboa, 8 de Setembro de 1920) foi um ilustrador, ceramista, caricaturista e autor de banda desenhada . Foi pioneiro da ilustração infantil em Portugal, com a criação do herói que deu nome à revista O Gafanhoto.

## Biografia
Filho de Rafael Bordalo Pinheiro e de Elvira Ferreira de Almeida. 
Iniciou a sua actividade de ilustrador numa publicação de seu pai, O António Maria (1879-1885;1891-1898) . Para além desta, também trabalhou nas revistas Pontos nos ii (1885-1891), A Paródia (1900-1907), que dirigiu após a morte do pai. Colaborou também nas revistas Serões  (1901-1911), Ilustração Portugueza (1903-1923), Atlântida  (1915-1920),  Miau!  (1916) e O Gafanhoto, entre muitas outras.
Foi presidente do Grupo de Humoristas Portugueses e professor na Escola Industrial Rodrigues Sampaio e na Escola Industrial Fonseca Benevides.
Herdou a Fábrica de Faianças das Caldas da Rainha, após a morte paterna, em 1905, e sucedeu-lhe na gestão da fábrica. Em 1908 fundou uma nova fábrica, inicialmente denominada de "São Rafael" e mais tarde denominada Fábrica Bordalo Pinheiro. É característica da sua produção a aliança entre naturalismo da cerâmica das Caldas da Rainha e as tendências da corrente Arte Nova.
Foi retratado em 1884 num óleo sobre madeira da autoria de seu tio, Columbano Bordalo Pinheiro
Executou também vários painéis de azulejo pintado, onde fez uso da sua experiência de desenhador, aplicados em edifícios da capital e das Caldas da Rainha, como o Museu Militar e o Palacete Mendonça, em Lisboa.
A 6 de dezembro de 1920, foi agraciado, a título póstumo, com o grau de Oficial da Ordem Militar de Sant'Iago da Espada.
Em 1921 foi proferida uma conferência em homenagem a Manuel Gustavo Bordalo Pinheiro, seu pai  Rafael Bordalo Pinheiro e seu avô Manuel Maria Bordalo Pinheiro, que resultou na obra Os três Bordalos .